# Grambow (przystanek kolejowy)
Grambow – stacja kolejowa w Grambow, w kraju związkowym Meklemburgia-Pomorze Przednie, w Niemczech. Znajdują się tu 2 perony. Stacja graniczna prowadząca dalej przez dawne przejście graniczne Gumieńce-Grambow do Szczecina.

## Połączenia
- Lübeck Hauptbahnhof
- Neubrandenburg
- Schwerin Hauptbahnhof
- Szczecin Główny